# Anne Goursaud
Anne Renee Goursaud (* Dezember 1943) ist eine französisch-amerikanische Filmeditorin und Filmregisseurin.

## Biografie
Anne Goursaud wurde in Frankreich geboren und lebt in den USA. An der Sorbonne in Paris graduierte sie mit einem Master in Kunstgeschichte. Sie besuchte die „Columbia University Film School“ in New York und begann ihre berufliche Laufbahn als Assistentin für Independentfilme, Dokumentationen und Fernsehshows. Ab 1979 war sie bei zahlreichen Filmen für den Filmschnitt zuständig. Das erste Projekt, bei dem sie selbst Regie führte, war 1993 die TV-Episode „Red Shoe Diaries – Midnight Bells“.

## Filmografie (Auswahl)

### Als Filmeditorin
- 1979: Der Bulldozer (A Force of One)
- 1981: Amanda läßt die Puppen tanzen (The Night the Lights Went Out in Georgia)
- 1982: Einer mit Herz (One from the Heart)
- 1983: Die Outsider (The Outsiders)
- 1986: Verbrecherische Herzen (Crimes of the heart)
- 1987: Wolfsmilch (Ironweed)
- 1989: Ninas Alibi (Her Alibi)
- 1990: Die Spur führt zurück – The Two Jakes (The Two Jakes)
- 1992: Bram Stoker’s Dracula
- 1993: Red Shoe Diaries – Midnight Bells
- 1993: Sargasso Sea – Im Meer der Leidenschaft (Wide Sargasso Sea)
- 1994: Nosferatu – Vampirische Leidenschaft (Embrace of the Vampire)
- 1995: Poison Ivy II (Poison Ivy 2 – Jung und verführerisch)
- 1996: Red Shoe Diaries 6: How I met my husband
- 1997: 9½ Wochen in Paris (Love in Paris)
- 2000: Lost Souls – Verlorene Seelen
- 2006: Idlewild
- 2023: Life Upside Down

### Als Filmregisseurin
- 1994: Nosferatu – Vampirische Leidenschaft
- 1995: Poison Ivy II
- 1997: 9½ Wochen in Paris